# Équipe de Slovénie masculine de handball aux Jeux olympiques d'été de 2016
Cet article relate le parcours de l'Équipe de Slovénie de handball masculin lors des Jeux olympiques de 2016 organisé au Brésil. Il s'agit de la 3e participation de la Slovénie aux Jeux olympiques.
Deuxième de la poule A, le Qatar est qualifié pour les quarts de finale où il est éliminé par l'Danemark.

## Maillots
L'équipe de Slovénie porte pendant les Jeux de Rio de Janeiro un maillot confectionné par l'équipementier Kempa.
| Couleurs | Bleu, rouge, blanc |
| Marque   | Kempa              |
| Domicile | Extérieur          |

## Matchs de préparation
| Équipe 1 | Résultat | Équipe 2 |
| -------- | -------- | -------- |
| Slovénie | 33-25    | Tunisie  |
| Slovénie | 39-24    | Tunisie  |
| Slovénie | 27-25    | Croatie  |
| Croatie  | 22-20    | Slovénie |
| Slovénie | 22-21    | Danemark |

## Effectif pour la compétition
| Sélectionneur            | Sélectionneur    | Veselin Vujović          | Veselin Vujović | Veselin Vujović      |
| N°                       | Nom              | Date de naissance et âge | Sél. (buts)     | Club                 |
| Gardiens de but          |                  |                          |                 |                      |
| 1                        | Matevž Skok      | 2 septembre 1986         | 55 (0)          | RK Zagreb            |
| 12                       | Gorazd Škof      | 11 juillet 1977          | 179 (0)         | Paris Saint-Germain  |
| 90                       | Urban Lesjak     | 24 août 1990             | 20 (0)          | RK Celje             |
| Ailiers                  |                  |                          |                 |                      |
| 8                        | Blaž Janc        | 20 novembre 1996         | 2 (9)           | RK Celje             |
| 13                       | Darko Cingesar   | 25 juillet 1990          | 24 (32)         | RK Zagreb            |
| 31                       | Simon Razgor     | 18 septembre 1985        | 36 (93)         | HC Meshkov Brest     |
| Arrières et Demi-centres |                  |                          |                 |                      |
| 5                        | Nik Henigman     | 4 décembre 1995          | 2 (3)           | RD Slovan Bratislava |
| 7                        | Vid Kavtičnik    | 24 mai 1984              | 158 (444)       | Montpellier Handball |
| 11                       | Jure Dolenec     | 6 décembre 1988          | 95 (349)        | Montpellier Handball |
| 18                       | David Miklavčič  | 29 janvier 1983          | 90 (137)        | RK Zagreb            |
| 23                       | Uroš Zorman      | 9 janvier 1980           | 216 (503)       | KS Kielce            |
| 25                       | Marko Bezjak     | 26 juin 1986             | 81 (117)        | SC Magdebourg        |
| 32                       | Miha Zarabec     | 21 octobre 1991          | 12 (21)         | RK Celje             |
| 44                       | Dean Bombač      | 4 avril 1989             | 60 (100)        | KS Kielce            |
| Pivot                    |                  |                          |                 |                      |
| 3                        | Blaž Blagotinšek | 17 janvier 1994          | 25 (24)         | Veszprém KSE         |
| 15                       | Vid Poteko       | 5 avril 1991             | 22 (11)         | RK Celje             |
| 22                       | Matej Gaber      | 22 juillet 1991          | 84 (91)         | SC Pick Szeged       |

## Résultats

### Résultats détaillés
Remarque : toutes les heures sont locales (UTC−3). En Europe (UTC+2), il faut donc ajouter 5 heures.

#### Groupe B
|   | Équipe    | Pts | J | G | N | P | Bp  | Bc  | Diff | Dép |
| - | --------- | --- | - | - | - | - | --- | --- | ---- | --- |
| 1 | Allemagne | 8   | 5 | 4 | 0 | 1 | 153 | 141 | 12   | +3  |
| 2 | Slovénie  | 8   | 5 | 4 | 0 | 1 | 137 | 126 | 11   | -3  |
| 3 | Brésil    | 5   | 5 | 2 | 1 | 2 | 141 | 150 | -9   | -   |
| 4 | Pologne   | 4   | 5 | 2 | 0 | 3 | 139 | 140 | -1   | -   |
| 5 | Égypte    | 3   | 5 | 1 | 1 | 3 | 129 | 143 | -14  | -   |
| 6 | Suède     | 2   | 5 | 1 | 0 | 4 | 132 | 131 | 1    | -   |

|  | Qualifié pour les quarts de finale                                                                                     |
|  | Éliminé |
|  | Pts points ; J joués ; G victoires ; N nuls ; P défaites BP buts marqués ; BC buts encaissés ; Diff différence de buts |

| 7 août 2016 21 h 50 | Slovénie | 27 - 26   | Égypte     | Future Arena, Rio de Janeiro Arbitrage : Pálsson, Elíasson |
| 7 août 2016 21 h 50 | Janc 8   | (15 - 15) | El Ahmar 7 | Future Arena, Rio de Janeiro Arbitrage : Pálsson, Elíasson |
| 7 août 2016 21 h 50 | ×3 ×9    | Rapport   | ×4 ×5 ×1   | Future Arena, Rio de Janeiro Arbitrage : Pálsson, Elíasson |

| 9 août 2016 16 h 40 | Brésil    | 28 - 31   | Slovénie  | Future Arena, Rio de Janeiro Arbitrage : Gjeding, Hansen |
| 9 août 2016 16 h 40 | Chiuffa 8 | (13 - 16) | Janc 6    | Future Arena, Rio de Janeiro Arbitrage : Gjeding, Hansen |
| 9 août 2016 16 h 40 | ×2 ×6     | Rapport   | ×2 ×13 ×2 | Future Arena, Rio de Janeiro Arbitrage : Gjeding, Hansen |

| 11 août 2016 19 h 50 | Slovénie       | 29 - 24   | Suède       | Future Arena, Rio de Janeiro Arbitrage : Raluy López, Sabroso Ramírez |
| 11 août 2016 19 h 50 | Janc, Razgor 5 | (14 - 13) | Tollbring 6 | Future Arena, Rio de Janeiro Arbitrage : Raluy López, Sabroso Ramírez |
| 11 août 2016 19 h 50 | ×4 ×7          | Rapport   | ×4 ×6       | Future Arena, Rio de Janeiro Arbitrage : Raluy López, Sabroso Ramírez |

| 13 août 2016 9 h 30 | Slovénie  | 25 - 28   | Allemagne    | Future Arena, Rio de Janeiro Arbitrage : Nachevski, Nikolov |
| 13 août 2016 9 h 30 | Dolenec 6 | (12 - 11) | Gensheimer 6 | Future Arena, Rio de Janeiro Arbitrage : Nachevski, Nikolov |
| 13 août 2016 9 h 30 | ×3 ×6     | Rapport   | ×4 ×8        | Future Arena, Rio de Janeiro Arbitrage : Nachevski, Nikolov |

| 15 août 2016 9 h 30 | Pologne    | 20 - 25   | Slovénie  | Future Arena, Rio de Janeiro Arbitrage : Horáček, Novotný |
| 15 août 2016 9 h 30 | Bielecki 4 | (13 - 13) | Zarabec 7 | Future Arena, Rio de Janeiro Arbitrage : Horáček, Novotný |
| 15 août 2016 9 h 30 | ×2 ×5 ×1   | Rapport   | ×2 ×8     | Future Arena, Rio de Janeiro Arbitrage : Horáček, Novotný |

#### Quart de finale
| 17 août 2016 17 h 00 | Danemark       | 37 - 30   | Slovénie       | Future Arena, Rio de Janeiro Affluence : 7 435 Arbitrage : Raluy López, Sabroso Ramírez |
| 17 août 2016 17 h 00 | Svan, Hansen 8 | (16 - 13) | Janc, Bezjak 6 | Future Arena, Rio de Janeiro Affluence : 7 435 Arbitrage : Raluy López, Sabroso Ramírez |
| 17 août 2016 17 h 00 | ×3 ×5          | Rapport   | ×4 ×8          | Future Arena, Rio de Janeiro Affluence : 7 435 Arbitrage : Raluy López, Sabroso Ramírez |

## Statistiques et récompenses

### Récompenses
Aucun Slovène n'est sélectionné dans l'équipe-type de la compétition.

### Buteurs
Aucun Slovène ne termine parmi les 10 meilleurs buteurs de la compétition.

### Gardiens de buts
Aucun Slovène ne termine parmi les 10 meilleurs gardiens de la compétition.